# Johann Georg Schmidt (Theologe, 1763)
Johann Georg Schmidt (* 27. November 1763 in Hamburg; † 6. August 1820 in Kiel) war ein deutscher lutherischer Geistlicher.

## Leben und Wirken
Schmidt studierte in Göttingen und Kiel Theologie und promovierte 1787 in Kiel zum Dr. phil. 1787 bis 1789 war er Privatdozent für Hebräisch, Neutestamentliche Exegese und Horaz. 1789 wurde er Kandidat der Theologie in Glückstadt und am 24. Juli 1789 Adjunkt der philosophischen Fakultät. 1789 bis 1807 war er Prediger in Probsteierhagen. 1790 heiratete er Catharina Elisabeth Georgina von Negelein. Für das Schuljahr 1795/96 holte Schmidt den Lehrer Peter Plett, der gerade das Lehrerseminar in Kiel unter Leitung des befreundeten Heinrich Müller absolviert hatte, nach Probsteierhagen, da er ihn „zu den fähigsten Müllerschen Seminaristen“ zählte. Das Ehepaar Schmidt engagierte von 1802 bis 1806 für ihre drei Kinder den späteren Theologen Claus Harms als Hauslehrer, der sich mit Schmidt jedoch nicht gut verstand und sich abfällig über dessen Niveau äußerte. 
1807 wurde Schmidt Hauptpastor in Schönberg (Holstein) und blieb es bis zu seinem Tod 1820. Er starb überraschend, als er anlässlich eines Aufenthaltes in Kiel am 6. August 1820 Claus Harms einen kurzen Höflichkeitsbesuch abstattete, was Harms zu dem Kommentar veranlasste: „Ich hab nicht unterlassen, ihn an die Ewigkeit zu erinnern, ... nur soviel, er war nicht sehr dafür.“
Schmidt hat sich einen Namen gemacht, als er sich 1802 als Vorgesetzter der Lehrer in der Probstei gegen die herrschende Meinung für die Kuhpockenimpfung der Kinder einsetzte. Diese führte er im Frühjahr 1802 auch selbst an fast 1000 Kinder der Probstei durch, zusammen mit dem Arzt Dr. Friedrich Adolph von Heinze. Dabei war Schmidt inspiriert von dem Entdecker der Kuhpockenimpfung, dem von ihm geförderten Lehrer Peter Plett, den er nach Probsteierhagen auch für die Schule in Laboe und später für die in Stakendorf gewinnen konnte.
Am 28. Januar 1813 wurde Schmidt der Dannebrogorden verliehen.

## Schriften
- Gesänge für die Feier der Confirmations-Handlung. 1799
- Über die klösterl. Probstei Preetz, ein Beitrag zur Vaterlandskunde. In: Georg Peter Petersen (Hrsg.): Neue Schleswig-Holsteinische Provinzialberichte, 1812, Drittes Heft, S. 261ff. (Beginn), Viertes Heft, S. 405ff. (Fortsetzung) und 1813, Erstes Heft, S. 8ff. (Beschluß)
- Meinen lieben Schullehrern. (Rundschreiben des Pastors Dr. Johann Georg Schmidt an seine Lehrer am 1. Impftage 1.3.1802.) In: Georg Peter Petersen (Hrsg.): Neue Schleswig-Holsteinische Provinzialberichte, Kiel, 1815, 5. Jg., S. 83–88, (Innerhalb des Artikel: Wo sind die ersten Kuhblattern inoculiert worden?; siehe dazu: Peter Plett)